# 아벨-디니-프링스하임 판정법
미적분학에서 아벨-디니-프링스하임 판정법(영어: Abel–Dini–Pringsheim test) 혹은 아벨-디니-프링스하임 정리(영어: Abel–Dini–Pringsheim theorem)는 임의의 양의 실수 항 발산급수로부터 더 느리게 발산하는 발산급수를 구성하는 수렴 판정법이다.:§IX.39 마찬가지로, 임의의 양의 실수 항 수렴급수로부터 더 느리게 수렴하는 수렴급수를 만들 수 있다. 이에 따라, 특정 급수에 기반한 수렴 판정법은 모든 급수에 대하여 유효할 수 없다.

## 정의와 증명

### 발산급수
발산급수에 대한 아벨-디니-프링스하임 판정법에 따르면, 임의의 양의 실수의 수열 {\displaystyle (a_{n})_{n=0}^{\infty }\subset (0,\infty )}에 대하여, 만약
{\displaystyle \sum _{n=0}^{\infty }a_{n}=\infty }
라면, 다음 명제들이 성립한다 ({\displaystyle S_{n}=a_{0}+a_{1}+\cdots +a_{n}}).
- (A) {\displaystyle \sum _{n=0}^{\infty }{\frac {a_{n}}{S_{n}}}=\infty }
- (B) 임의의 양의 실수 {\displaystyle \epsilon >0}에 대하여, {\displaystyle \sum _{n=1}^{\infty }{\frac {a_{n}}{S_{n}S_{n-1}^{\epsilon }}}<\infty }
- (C) 만약 추가로 {\displaystyle \lim _{n\to \infty }{\frac {a_{n}}{S_{n}}}=0}이라면, {\displaystyle \lim _{n\to \infty }{\frac {a_{0}/S_{0}+a_{1}/S_{1}+\cdots +a_{n}/S_{n}}{\ln S_{n}}}=1}

이에 따라, 급수
{\displaystyle \sum _{n=0}^{\infty }{\frac {a_{n}}{S_{n}^{t}}}}
는 {\displaystyle t>1}일 때 수렴하며, {\displaystyle t\leq 1}일 때 발산한다.
증명 (A):
가정에 따라, {\displaystyle S_{n}}은 증가수열이며 무한대로 발산한다. 따라서, 임의의 {\displaystyle n\in \{0,1,2,\dots \}}에 대하여,
{\displaystyle {\frac {S_{n}}{S_{n+k_{n}}}}<{\frac {1}{2}}}
인 {\displaystyle k_{n}\in \{0,1,2,\dots \}}이 존재한다. 따라서,
{\displaystyle {\frac {a_{n}}{S_{n}}}+\cdots +{\frac {a_{n+k_{n}}}{S_{n+k_{n}}}}\geq {\frac {a_{n}+\cdots +a_{n+k_{n}}}{S_{n+k_{n}}}}={\frac {S_{n+k_{n}}-S_{n+k_{n}}}{S_{n}}}=1-{\frac {S_{n}}{S_{n+k_{n}}}}>{\frac {1}{2}}}
이다. 즉, {\displaystyle a_{0}/S_{0}+\cdots +a_{n}/S_{n}}은 코시 수열이 아니다. 즉, 급수
{\displaystyle \sum _{n=0}^{\infty }{\frac {a_{n}}{S_{n}}}}
는 발산한다.
증명 (B):
만약 {\displaystyle 0<\epsilon \leq \epsilon '}이라면, 충분히 큰 {\displaystyle n}에 대하여, {\displaystyle S_{n}\geq 1}이므로 {\displaystyle a_{n}/(S_{n}S_{n-1}^{\epsilon })\geq a_{n}/(S_{n}S_{n-1}^{\epsilon '})}이다. 따라서, {\displaystyle 0<\epsilon \leq 1}인 경우를 생각하면 충분하다. 이 경우, 임의의 {\displaystyle x\in (0,\infty )}에 대하여 다음 부등식이 성립한다.
{\displaystyle \epsilon (1-x)\leq 1-x^{\epsilon }}
이는
{\displaystyle f(x)=\epsilon (1-x)-1+x^{\epsilon }}
라고 하였을 때
{\displaystyle f(1)=0}
{\displaystyle f'(x)=\epsilon (x^{\epsilon -1}-1)\geq 0\qquad (\forall x\in (0,1])}
{\displaystyle f'(x)=\epsilon (x^{\epsilon -1}-1)\leq 0\qquad (\forall x\in [1,\infty ))}
이기 때문이다. 따라서, 다음이 성립한다.
{\displaystyle {\begin{aligned}\sum _{n=1}^{\infty }{\frac {a_{n}}{S_{n}S_{n-1}^{\epsilon }}}&=\sum _{n=1}^{\infty }{\frac {S_{n}-S_{n-1}}{S_{n}S_{n-1}^{\epsilon }}}\\&=\sum _{n=1}^{\infty }{\frac {1}{S_{n-1}^{\epsilon }}}\left(1-{\frac {S_{n-1}}{S_{n}}}\right)\\&\leq \sum _{n=1}^{\infty }{\frac {1}{\epsilon S_{n-1}^{\epsilon }}}\left(1-\left({\frac {S_{n-1}}{S_{n}}}\right)^{\epsilon }\right)\\&=\sum _{n=1}^{\infty }{\frac {1}{\epsilon }}\left({\frac {1}{S_{n-1}^{\epsilon }}}-{\frac {1}{S_{n}^{\epsilon }}}\right)\\&={\frac {1}{\epsilon S_{0}^{\epsilon }}}\\&<\infty \end{aligned}}}
증명 (C):
{\displaystyle \ln S_{n}}은 무한대로 발산하는 증가수열이다. 슈톨츠-체사로 정리에 따라, 다음이 성립한다.
{\displaystyle {\begin{aligned}\lim _{n\to \infty }{\frac {a_{0}/S_{0}+a_{1}/S_{1}+\cdots +a_{n}/S_{n}}{\ln S_{n}}}&=\lim _{n\to \infty }{\frac {a_{0}/S_{0}+a_{1}/S_{1}+\cdots +a_{n}/S_{n}}{\ln S_{0}+\ln(S_{1}/S_{0})+\cdots +\ln(S_{n}/S_{n-1})}}\\&=\lim _{n\to \infty }{\frac {a_{n}/S_{n}}{\ln(S_{n}/S_{n-1})}}\\&=\lim _{n\to \infty }{\frac {a_{n}/S_{n}}{\ln(S_{n}/(S_{n}-a_{n}))}}\\&=\lim _{n\to \infty }{\frac {a_{n}/S_{n}}{\ln(1/(1-a_{n}/S_{n}))}}\\&=\lim _{n\to \infty }\left(-{\frac {a_{n}/S_{n}}{\ln(1-a_{n}/S_{n})}}\right)\\&=1\end{aligned}}}
마지막은 {\displaystyle a_{n}/S_{n}}이 0으로 수렴한다는 가정과 극한 공식
{\displaystyle \lim _{t\to 0}{\frac {t}{\ln(1-t)}}=-1}
에 의한다. (이 극한은 로그 항등식을 사용하여
{\displaystyle \lim _{t\to 0}{\frac {t}{\ln(1-t)}}=\lim _{t\to 0}{\frac {1}{\ln(1-t)^{1/t}}}={\frac {1}{\ln \mathrm {(} 1/\mathrm {e} )}}=-1}
와 같이 구하거나, 테일러 급수 전개
{\displaystyle \ln(1-t)=-t-{\frac {t^{2}}{2}}-{\frac {t^{3}}{3}}-\cdots \qquad (|t|<1)}
를 사용한다.)

### 수렴급수
수렴급수에 대한 아벨-디니-프링스하임 판정법에 따르면, 임의의 양의 실수의 수열 {\displaystyle (a_{n})_{n=0}^{\infty }\subset (0,\infty )}에 대하여, 만약
{\displaystyle \sum _{n=0}^{\infty }a_{n}<\infty }
라면, 다음 명제들이 성립한다 ({\displaystyle r_{n}=a_{n}+a_{n+1}+a_{n+2}+\cdots }).
- (A’) {\displaystyle \sum _{n=0}^{\infty }{\frac {a_{n}}{r_{n}}}=\infty }
- (B’) 임의의 양의 실수 {\displaystyle \epsilon >0}에 대하여, {\displaystyle \sum _{n=0}^{\infty }{\frac {a_{n}}{r_{n}^{1-\epsilon }}}<\infty }
- (C’) 만약 추가로 {\displaystyle \lim _{n\to \infty }{\frac {a_{n}}{r_{n}}}=0}이라면, {\displaystyle \lim _{n\to \infty }{\frac {a_{0}/r_{0}+a_{1}/r_{1}+\cdots +a_{n}/r_{n}}{\ln r_{n}}}=-1}

특히, 급수
{\displaystyle \sum _{n=0}^{\infty }{\frac {a_{n}}{r_{n}^{t}}}}
는 {\displaystyle t<1}일 때 수렴하며, {\displaystyle t\geq 1}일 때 발산한다.
증명 (A’):
가정에 따라, {\displaystyle r_{n}}은 0으로 수렴하는 감소수열이다. 따라서, 임의의 {\displaystyle n\in \{0,1,2,\dots \}}에 대하여,
{\displaystyle {\frac {r_{n+k_{n}+1}}{r_{n}}}<{\frac {1}{2}}}
인 {\displaystyle k_{n}\in \{0,1,2,\dots \}}이 존재한다. 따라서,
{\displaystyle {\frac {a_{n}}{r_{n}}}+\cdots +{\frac {a_{n+k_{n}}}{r_{n+k_{n}}}}\geq {\frac {a_{n}+\cdots +a_{n+k_{n}}}{r_{n}}}={\frac {r_{n}-r_{n+k_{n}+1}}{r_{n}}}=1-{\frac {r_{n+k_{n}+1}}{r_{n}}}>{\frac {1}{2}}}
이다. 즉, 급수
{\displaystyle \sum _{n=0}^{\infty }{\frac {a_{n}}{r_{n}}}}
의 부분합은 코시 수열이 아니다. 즉, 이 급수는 발산한다.
증명 (B’):
만약 {\displaystyle 0<\epsilon \leq \epsilon '}이라면, 충분히 큰 {\displaystyle n}에 대하여, {\displaystyle r_{n}<1}이므로 {\displaystyle a_{n}/r_{n}^{1-\epsilon }\geq a_{n}/r_{n}^{1-\epsilon '}}이다. 따라서, {\displaystyle 0<\epsilon \leq 1}인 경우를 생각하면 충분하다. 이 경우, 임의의 {\displaystyle x\in (0,\infty )}에 대하여, 다음 부등식이 성립한다 ((B)의 증명 참고).
{\displaystyle \epsilon (1-x)\leq 1-x^{\epsilon }}
따라서, 다음이 성립한다.
{\displaystyle {\begin{aligned}\sum _{n=0}^{\infty }{\frac {a_{n}}{r_{n}^{1-\epsilon }}}&=\sum _{n=0}^{\infty }{\frac {r_{n}-r_{n+1}}{r_{n}^{1-\epsilon }}}\\&=\sum _{n=0}^{\infty }r_{n}^{\epsilon }\left(1-{\frac {r_{n+1}}{r_{n}}}\right)\\&\leq \sum _{n=0}^{\infty }{\frac {r_{n}^{\epsilon }}{\epsilon }}\left(1-\left({\frac {r_{n+1}}{r_{n}}}\right)^{\epsilon }\right)\\&=\sum _{n=0}^{\infty }{\frac {1}{\epsilon }}(r_{n}^{\epsilon }-r_{n+1}^{\epsilon })\\&={\frac {r_{0}^{\epsilon }}{\epsilon }}\\&<\infty \end{aligned}}}
증명 (C’):
(C)에
{\displaystyle S_{n}={\frac {1}{r_{n}}}}
를 대입한다.

### 둘 사이의 관계
발산급수·수렴급수에 대한 아벨-디니-프링스하임 판정법은 서로 동치다. 구체적으로, 발산급수에 대한 아벨-디니-프링스하임 판정법에
{\displaystyle S_{n}'={\frac {1}{r_{n}}}}
을 대입하면 수렴급수에 대한 아벨-디니-프링스하임 판정법을 얻는다.

## 예
급수
{\displaystyle \sum _{n=0}^{\infty }1}
는 발산하며, 그 {\displaystyle n}번째 부분합은 {\displaystyle n}이다. 아벨-디니-프링스하임 판정법에 따라, 급수
{\displaystyle \sum _{n=0}^{\infty }{\frac {1}{n^{t}}}}
는 {\displaystyle t>1}일 때 수렴하며, {\displaystyle t\leq 1}일 때 발산한다. 또한, {\displaystyle 1/n}이 0으로 수렴하므로 점근 공식
{\displaystyle \lim _{n\to \infty }{\frac {1+1/2+\cdots +1/n}{\ln n}}=1}
이 성립한다.
이렇게 찾은 발산급수
{\displaystyle \sum _{n=1}^{\infty }{\frac {1}{n}}}
에 대하여 다시 아벨-디니-프링스하임 판정법을 적용하자. 이 급수의 부분합 대신 이와 점근적으로 같은 수열 {\displaystyle \ln n}을 사용하여도 좋다. 따라서, 급수
{\displaystyle \sum _{n=1}^{\infty }{\frac {1}{n\ln ^{t}n}}}
는 {\displaystyle t>1}일 때 수렴하며 {\displaystyle t\leq 1}일 때 발산한다. 또한, {\displaystyle 1/(n\ln n)}이 0으로 수렴하므로
{\displaystyle \lim _{n\to \infty }{\frac {1+1/(2\ln 2)+\cdots +1/(n\ln n)}{\ln \ln n}}=1}
이다.

## 역사
노르웨이의 수학자 닐스 헨리크 아벨은 (A)의 약한 형태를 증명하였다. 이탈리아의 수학자 울리세 디니(이탈리아어: Ulisse Dini)이 (A)의 완전한 형태와 (B)의 약한 형태를 보였다. (B)는 알프레트 프링스하임(독일어: Alfred Pringsheim)이 증명하였다. (C)는 에르네스토 체사로(이탈리아어: Ernesto Cesàro)의 결과다.

## 참고 문헌
1. ↑  Knopp, Konrad (1951). 《Theory and application of infinite series》 (영어). 번역 Young, R. C. H.. Translated from the 2nd edition and revised in accordance with the fourth by R. C. H. Young. 2판. 런던-글래스고: Blackie & Son. Zbl 0042.29203.
2. ↑  Hildebrandt, T. H. (1942). “Remarks on the Abel-Dini theorem”. 《American Mathematical Monthly》 (영어) 49: 441–445. doi:10.2307/2303268. ISSN 0002-9890. JSTOR 2303268. MR 0007058. Zbl 0060.15508.
3. ↑  Abel, Niels Henrik (1828). “Note sur le mémoire de Mr. L. Olivier No. 4. du second tome de ce journal, ayant pour titre “remarques sur les séries infinies et leur convergence.” Suivi d’une remarque de Mr. L. Olivier sur le même objet”. 《Journal für die Reine und Angewandte Mathematik》 (프랑스어) 3: 79–82. doi:10.1515/crll.1828.3.79. ISSN 0075-4102. MR 1577677. Zbl 003.0093cj |zbl= 값 확인 필요 (도움말). EuDML 183130.
4. ↑  Dini, Ulisse (1868). “Sulle serie a termini positivi”. 《Giornale di Matematiche》 (이탈리아어) 6: 166–175. JFM 01.0082.01. 위키문헌 Sulle serie a termini positivi.
5. ↑  Pringsheim, Alfred (1890). “Allgemeine Theorie der Divergenz und Convergenz von Reihen mit positiven Gliedern”. 《Mathematische Annalen》 (독일어) 35: 297–394. doi:10.1007/BF01443860. ISSN 0025-5831. JFM 21.0230.01. EuDML 157469.
6. ↑  Cesàro, Ernesto (1890). “Nouvelles remarques sur divers articles concernant la théorie des séries”. 《Nouvelles annales de mathématiques: journal des candidats aux écoles polytechnique et normale, Serie 3》 (프랑스어) 9: 353–367. ISSN 1764-7908. JFM 22.0247.02. Numdam NAM_1890_3_9__353_0.